# شویحه، حماة
شویحه (به عربی: شویحة) یک روستا در سوریه است که در ناحیه صبوره واقع شده‌است. شویحه ۱۹۳ نفر جمعیت دارد.